# 男爵にふさわしい銀河旅行
『男爵にふさわしい銀河旅行』（だんしゃくにふさわしいぎんがりょこう）は、速水螺旋人による日本の漫画。『月刊コミック@バンチ』（新潮社）にて、2016年7月号から2021年12月号まで連載。同誌がリニューアルして『月刊コミックバンチ』となってからも、引き続き連載された。

## あらすじ
むかしむかしそのまたむかし、銀河の星ぼしはそれぞれ王様や大公や伯爵や長官に治められていた。そんな領主の一人であるミハルコ男爵が、ランパチカやノンシャランを引き連れ、騎士ならば憧れぬ者はないという理想の乙女・アースライト姫を求める旅路を描く。
以下の節分けについて、天球トラベルガイド編以外は本項目における解説のための便宜上のものである。

### 序盤
基本的に1話で1つのエピソードを描く形式をとっている。
惑星スパロウランドの男爵・ミハルコは、金目当ての縁組を勧めてくる伯父に反発し、計算娘のランパチカを引き連れ、理想の乙女・アースライト姫を求める旅を続けている。途中、吟遊詩人のノンシャランを助けたところ、ミハルコに惚れ込んだ彼女は従者としてついてくることになった。

### 天球トラベルガイド編
旅の途中、ある惑星で古い本を開いたミハルコは、奇妙な世界に迷い込む。そこで出会った案内知性のメルカトラから、自分が『天球トラベルガイド』という本の中にいると知ったミハルコがランパチカと連絡をとると、現実ではミハルコは気絶しており、元に戻るには本がミハルコの体の近くにある必要があるにもかかわらず、トラベルガイドは書画骨董を愛するガラクタ公爵の家来が買っていってしまったことがわかる。
ランパチカたちは男爵の旧友・サッヴァ伯爵たちの協力を得て、様々なトラブルを乗り越えガラクタ公爵のもとへたどり着く。ガラクタ公爵は古いロボットで、彼の生きてきた時代の話ができる者もおらず、孤独を埋めるために古い時代のものを集めていたのだった。一方、メルカトラが利用者のため、ガイド発行当時の古い銀河の旅行プランをひたすら作り続けているだけなのを見かねたミハルコは、ランパチカに命じ、ガラクタ公爵所蔵の古い人形端末に、メルカトラを接続させる。
こうしてガラクタ公爵は思い出を語り合う相手ができ、メルカトラは自身で旅ができるようになり、ミハルコも自分の体に戻ることができた。また、寂れていたガラクタ公爵の所領は、メルカトラの話を聞きに来た歴史学者たちが訪れ、それが噂を呼び観光で活気づいたとのことである。

### 終盤
ミハルコがノンシャランを恋愛対象として意識し始める。未来では「ミハルコは理想の乙女と結ばれた」という伝承が伝わっていることを聞いたノンシャランは拗ねていたが、ミハルコとノンシャランは恋仲となる。
ミハルコはついにアースライト姫と会うことがかなう。ミハルコがアースライト姫に、多くを得ることとなった旅のきっかけになってくれたことへの礼を伝えると、ミハルコを真の騎士と認めたアースライト姫はサッヴァ伯爵に会わせてほしいと頼む。それというのも、アースライト姫はサッヴァに恋していたためだが、サッヴァは男色家であったため根本的に話にならなかった。それでもアースライト姫はへこたれず、性転換して男性になり、想いを繋げることを目指すが、技術的には容易なれど、彼女が「理想の乙女」であるために、実行してくれる者がいない。
そんな折、同行していたミハルコが、以前突然なにかの礼として渡された鍵を誤って宿の扉に差し込むと、異様な空間が目の前に現れた。そこは御都合院という、因果を操り、銀河帝国の力の源となる場所であり、下手をすると宇宙消滅の危機すらあるものの、願いを叶えることのできるものであった。
御都合院の者たちも、鍵を持つミハルコのことを認め、3つの願いを叶えてくれるという。ミハルコが1つ目の願いでアースライト姫を男性「理想の騎士・アースライト」にすると、アースライトはいまはお互いのことを知るだけで良いと迫り、サッヴァに同行することを了承させる。さらに、2つ目の願いでノンシャランが新たな理想の乙女となった。
ミハルコがノンシャランを紹介するためスパロウランドに戻ると、何やら慌ただしい。それというのも、旅行記が人気を博す旅人騎士・レグルス卿が訪ねてくるためで、その正体は銀河帝国の皇太子であるという。
レグルス卿はミハルコの活躍をうたったバラッドを褒め称える一方、自身も様々な困難に出会い、それを打ち破る。しかし、それらの困難は通常ならば到底発生し得ないものであった。
レグルス卿はノンシャランに目をつけるが、ノンシャランは相手にしない。レグルス卿が身分を誇示してなおノンシャランに拒絶されると、スパロウランド男爵家の廃絶を宣言して近衛兵を呼び寄せ、抵抗しようとしたミハルコを監獄惑星へ送ってしまう。
ミハルコはしばらく監獄惑星でロケット解体の仕事に従事していたが、自身を解体してやってきたランパチカと合流に成功する。ランパチカはノンシャランからの伝言を携えており、いわくレグルス卿の冒険は御都合院を利用したインチキで、さらに、今のところ成功していないものの、いずれ御都合院の力でランパチカの心を操ろうとしているという。
これに発奮したミハルコはランパチカの持ってきた鍵で御都合院へ行き、彼らのサービスでスパロウランドで帰り着く。城にて伯父やノンシャランを救い出し、レグルス卿と対峙する。レグルス卿はなおも御都合院を利用してミハルコを討ち取ろうとするも、ミハルコは通信端末を奪い取り、3つめの願いとして御都合院の解散を命ずる。
これによって宇宙の因果は破れ、時空が狂い、「宇宙はこんがらがったりスッキリしたりでえらい事になった」が、多大な負担がかかっていた御都合院の者たちはひどく喜ぶ。礼にうかがわなければならないと呟くそのうちの一人は、手に鍵を持っていた。

### 結末
旅館でアルバイトをする、男爵というあだ名の美晴子は、強く我を通そうとする後輩に「迷ってみろ」と助言する。後輩から「先輩こそまっすぐで迷ってない」と言われると否定するものの、迷うのもなかなか難しく、迷いたいと呟く。すると男爵の冒険についての歌が流れてきて、別次元まで迎えに来たランパチカやノンシャランを見た彼は自身がスパロウランドの男爵・ミハルコであることを思い出す。元の次元では、星の場所や帝国まで散り散りばらばらとなっていた。
スパロウランドへの航路を探すミハルコ。復讐を我が手で果たそうとするレグルス卿の存在。巻き込まれてしまった後輩は地球へ帰れるのか。ミハルコの旅はまだまだ続くのであった。

## 主な登場人物

### ミハルコ一行
ミハルコ
惑星スパロウランドを治める男爵。猫の耳を生やし、眼鏡を掛けている。理想の乙女・アースライト姫を求めて、銀河じゅうを旅している。高貴なる者であるという自負を強く持ち、悪や不正、困っている者を見過ごせない。
旅費は基本的に領民からの税収で賄われているが、辺境の小さな所領であり、本人も小銭稼ぎを是としていないため、宿泊費や交通費を労働で贖うことも多い貧乏旅行である。
ノンシャランからの同衾の誘いを拒絶し続けており、その理由を「理想の乙女は清い体であり、自分だけ遊んでいるのは失礼」としている。それが「勝手な幻想であり、理想の押しつけ」だと指摘されると応じようとするも、うやむやとなり未遂。
ランパチカ
男爵家に長年仕える計算娘（ロボット）。大きな狐のような耳を持ち、口以外の顔面は黄色いパネルで覆われている。「はいます」「するます」といった独特な敬語を使う。
かなりの年代物で不調や不具合が多く、保証も300年前に切れているものの、ミハルコへの忠誠は篤く、旅の実務を取り仕切っている。
魔法を毛嫌いしているが、占いは統計と心理学として信用している。
当初はミハルコに同衾を迫るノンシャランを「ふしだら千万」と非難していたが、二人が恋仲となると「もう同衾はしたのか」と聞いてくるようになる。
500年先でも健在だが、それより200年前の修理の際にリセットされており、記憶が曖昧となっている。
ノンシャラン
角をはやした、褐色の肌の吟遊詩人。ハーディ・ガーディを扱う。
ある惑星の宿屋がダブルブッキングを起こした際にミハルコたちと出会う。当初は「銀河公安室の汎銀河捜査卿」や「カシオペア大学の星雲神学教授」を名乗るも、ミハルコとランパチカに知り合いの去就を尋ねられるとすぐさま撤回している。その後、複数の偽造パスポートを所持していたため連行されそうになったところを、ミハルコに宮廷付き吟遊詩人であるとの方便で救われ、以後従者として同行する。ことあるごとにミハルコに同衾を迫るが、果たされない。
彼女が手掛けた男爵のバラッドは監獄惑星でも皆知っているというほど流布しているが、外見について大きく尾鰭がついている。
カバン
ミハルコの鞄。この作品における鞄は生物であり、四本脚でミハルコについて歩く。中古品。凶暴で空腹になると何をするか分からず、前の持ち主を食い殺している。サバ缶が好物。見た目以上に物を収納することができ、中味は主に日用品と甲冑。

### その他の登場人物
サッヴァ伯爵
ミハルコの悪友。詐欺師、革命家、詩人、大泥棒。犬の耳を生やしている。「エントロピー増大に忠実」とうそぶき、騒ぎを好む。賞金首となっているが立ち回りは上手く、民衆からは人気がある。女性に興味がなく、ミハルコに対しては過剰に距離が近い。
ボレアス
サッヴァ伯爵に同行する巡礼者。外見はシロクマ。本人は「こそ泥扱いは迷惑千万」としているが、サッヴァたちの罪を見過ごしたり、夕食ひと月分と引き換えに暴力行為に加担する場面もある。特に食へのこだわりが強く、サッヴァが危機にあっても豪勢な食事を対価にするまで情報提供をしようとしなかったり、暴力により嘔吐させるという脅しを受けたときには怒りをあらわにしたりした。
アースライト姫
騎士ならば憧れぬ者はないという理想の乙女。ミハルコは「星なす髪 きらきらしい瞳 歌うが如き声 できればおっぱいは大きく やさしくて気立てがよくて」と歌い上げている。終盤まで直接の登場がなく、ノンシャランには実在を疑われていた。
訪ねてきたものに謎をかけ、正しく答えた者にのみ会うこととしていたが、ミハルコが来るまで誰も為していなかった。
用がある者は皆愛の告白が目的だったということで、ミハルコに伝えたいことがある、と言われると内容を聞く前に断った。
レグルス卿
旅行記が人気を博す旅人騎士。その正体は銀河帝国の皇太子、ギャラクシー大公。このことは周知の事実らしく、ノンシャランが知っていた他、スパロウランドを訪れた際は出迎えが行われていたものの、本人は大仰に正体を明かして見せ、ミハルコたちはわざとらしく驚きを見せる。
ネステルコ卿
男爵の伯父。外見は鼻下髭を蓄えた、ほとんど猫そのもの。
男爵家の存続のために、ミハルコに金持ちとのお見合いを勧めていたが、ノンシャランをミハルコの伴侶として認める。
マースライト姫
ミハルコがアースライト姫がいるという噂を聞いて訪れた惑星ギロチニアに、実際にいた人物。狙撃手で「偽装の乙女」と呼ばれる。
ミハルコの服を勝手に借りて欺瞞に利用し、圧政を敷く暴君「愚王」を倒す。
本人は1話のみの登場で、ミハルコも事後に説明と謝罪を受け、快くこれを許したのみで愚王打倒に積極的な貢献は一切していないのだが、この経験がのちにギロチニア出身者からの返礼として、ミハルコの窮地脱出につながる。

## 書誌情報
- 速水螺旋人『男爵にふさわしい銀河旅行』 新潮社〈BUNCH COMICS〉、全3巻
  1. 2017年12月15日初版発行（同年12月9日発売）、ISBN 978-4-10-772030-6 - 短編「Recipe」併録。
  2. 2019年12月15日初版発行（同年12月9日発売）、ISBN 978-4-10-772236-2 - 野村亮馬の寄稿イラスト収録。
  3. 2021年12月13日初版発行（同年12月7日発売）、ISBN 978-4-10-772451-9